# 亘理警察署
亘理警察署（わたりけいさつしょ）は、宮城県警察が管轄する警察署のひとつである。

## 管轄区域
亘理郡亘理町、山元町

## 所在地
- 宮城県亘理郡亘理町字旧舘61－21

## 沿革
- 1875年 - 亘理小屯所として発足。
- 1886年 - 亘理警察署に昇格。
- 1942年 - 機構改革により、岩沼警察署亘理警部補派出所となる。
- 1948年 - 警察法の施行により、自治体警察亘理町警察署と岩沼地区警察署亘理巡査部長派出所が設置される。
- 1951年 - 警察法改正により、亘理地区警察署となる。
- 1954年 - 警察法改正により、宮城県亘理警察署となる。

## 内部組織
- 会計課
  - 会計係

- 警務課
  - 警務係
  - 相談係
  - 被害者支援係
  - 留置管理係

- 生活安全課
  - 生活安全係

- 地域課
  - 地域係

- 刑事課
  - 捜査係
  - 鑑識係

- 交通課
  - 交通指導係
  - 交通事故捜査係

- 警備課
  - 警備係

## 交番
- 署所在地交番（亘理警察署内）

## 駐在所

### 亘理町
- 田沢駐在所 - 亘理郡亘理町逢隈田沢字浜道37-3
- 浜吉田駅前駐在所 - 亘理郡亘理町吉田字大谷地72-562
- 荒浜駐在所 - 亘理郡亘理町荒浜字我妻49-5

### 山元町
- 山下駐在所 - 亘理郡山元町山寺字石田44-17
- 山下駅前駐在所 - 亘理郡山元町つばめの杜2丁目1-7
- 坂元駐在所 - 亘理郡山元町坂元字町東１−１２